# 東京少女
『東京少女』（とうきょうしょうじょ）は、BS-iで放送されたオムニバス形式のテレビドラマシリーズ。現在はCS放送のTBSチャンネルにて（連続ドラマ）及び（セピア編）が深夜帯にて不定期に放送されている。数か月の間に一度、一つの作品分が集中放送され、作品によってはメイキングが同時期に放送される。 プロデューサーは同局の『ケータイ刑事 銭形シリーズ』『恋する日曜日』を手がける丹羽多聞アンドリウで、他の作品と同様に若手女優の登竜門となっている。
2008年2月に劇場公開作品として、堀北真希主演の『東京少年』と夏帆主演の『東京少女』が公開された。

## 概要
最初に2003年 - 2004年にかけて、BS-i・BSフジの共同製作で「68 FILMS」の作品として、2006年10月からは、BS-iの製作で「ショートフィルム道」の作品として、さらに2007年から2008年には、BS-iで「セピア編」が製作され、その一部はTBSで先行放送された。2008年4月から2009年3月までは毎月1人ずつ、若手女優が1話完結のドラマに主演し、タイトルにも「東京少女○○○○」と主演女優の名前が冠される。

## 68 FILMS
1. 東京タワー少女 出演：栗田梨子 監督・脚本：豊島圭介
2. 寄生木 YADORIGI 出演：宮崎あおい、西島秀俊 監督：高田弘隆 脚本：渡邉睦月
3. ライ麦畑でつかまえてでつかまえて 出演：大場麻未、諏訪太朗 監督・脚本：武義
4. 東京危機一髪 出演：多部未華子、森下能幸 監督・脚本：山本淳一
5. 彼女の告白 出演：岡田めぐみ、野添義弘、佐藤友紀 監督：古田亘 原作：石川雅之
6. 臭いものには蓋の日 出演：小出早織、ふせえり、緋田康人 監督・脚本：三木聡
7. 東京防衛少女紅子 出演：辻美里 監督・脚本：安藤尋
8. それっきりだった 出演：黒川芽以、武田航平 監督・脚本：古厩智之
9. 原っぱ 出演：堀北真希、小栗旬 監督・脚本：古厩智之

## ショートフィルム道
1. 東京変身少女 出演：北乃きい、諏訪太朗、志保、滝本ゆに、植岡喜晴 監督：篠崎誠 脚本：瀬田なつき、村越繁
2. 眺める少女 出演：夏帆、石田卓也、岡田将生、佐藤友紀 監督：髙成麻畝子 脚本：いずみ吉紘
3. 回転少女 出演：秋山奈々、藤沢大悟、武重裕子 監督：井上雄介 脚本：いずみ吉紘
4. ヤドカリ少女 出演：桐谷美玲、細田よしひこ、水落日加里 監督：井口昇 脚本：中邨武尊
5. 西東京タワー少女 出演：渡部悠、松川新、内浦純一、今井祐子 監督：村上賢司 脚本：吉田啓子、村上賢司
6. TOKYOかしましガールズ 出演：大政絢、竹内千尋 監督・脚本：保坂大輔

30分の放送枠のうち、前半が本編で、後半がそのメイキングという構成からなる。

## セピア編
1. 麻婆少女 出演：山下リオ、戸田昌宏 監督：廣木隆一 脚本：いずみ吉紘
2. 新聞少女 出演：岡本杏理、佐野和真、川上瑛生 監督：和島香太郎 脚本：ブラジリィー・アン・山田
3. さよなら少女 出演：水沢エレナ、橋本淳、賀来賢人 監督：古厩智之 脚本：いずみ吉紘
4. 疾走少女 出演：瓜生美咲、渡邉洋介 監督：熊切和嘉 脚本：宇治田隆史
5. 入れ替わり少女 出演：草刈麻有、小沢仁志 監督：篠崎誠 脚本：加藤淳也
6. 古都少女 出演：小出早織、白江美佳、古長英治 監督：加藤新 脚本：加藤淳也

### TBS先行放送分
- 入れ替わり少女
- 麻婆少女

## 連続ドラマ
- 放送時間：土曜日23：00 - 23：30（JST）
- 放送期間：2008年4月5日 - 2009年3月28日

### 放送リスト
- 東京少女山下リオ（2008年4月期）
  1. 初恋ダッシュ。 共演：冨浦智嗣、松尾寧夏、高瀬媛子 監督：安藤尋 脚本：篠崎絵里子
  2. 私が欲しいもの 共演：矢部裕貴子、高城れに 監督：安藤尋 脚本：中江有里
  3. さよならスケッチ 共演：佐野和真、大堀こういち 監督：片岡K 脚本：篠崎絵里子
  4. タイマン少女 共演：三輪ひとみ、ライオネス飛鳥 監督：堀英樹 脚本：江本純子
- 東京少女水沢エレナ（2008年5月期）
  1. 君の歌(前編・後編) 共演：桜田通、竹財輝之助、大森暁美、ホラン千秋、花井京乃助 監督：松田礼人 脚本：渡辺千穂
  2. 一日限りのデート 共演：石山蓮華、風間由次郎 監督：万田邦敏 脚本：小出豊
  3. 好きといえない 共演：賀来賢人、伊藤さやか 監督：安里麻里 脚本：中江有里
  4. マイ・フェア・エレナ 共演：生田悦子、高橋和也、増本庄一郎 監督：山口雄大 脚本：江本純子
- 東京少女桜庭ななみ（2008年6月期）
  1. 恋より大切なこと 共演：松山メアリ、永島謙二郎、森崎ウィン、小松愛梨 監督：佐々木浩久 脚本：篠崎絵里子
  2. 鏡の国のななみ 共演：志保、太賀 監督：加藤尚樹 脚本：保坂大輔
  3. おウチに帰れない 共演：林和義、宮澤美保、上村依子、宮武美桜、宮武祭 監督：小中和哉 脚本：江本純子
  4. 小さな恋 共演：福田雄也、浅野かや、清水結、長谷川愛美、谷山毅、吉崎莉愛、増本庄一郎 監督：清水崇 脚本：中江有里
- 東京少女大政絢（2008年7月期）
  1. 幸福荘ものがたり 共演：八木小緒里、緋田康人 監督：鈴木浩介 脚本：中江有里
  2. 100万回の孤独 共演：無し 監督：保坂大輔 脚本：篠崎絵里子
  3. 恋忍者☆服部絢蔵 共演：八木小緒里、細田よしひこ 監督：井口昇 脚本：江本純子
  4. エチュード "秘密" 共演：松崎しげる、大堀こういち 監督：古厩智之
- 東京少女岡本杏理（2008年8月期）
  1. 川の匂い 共演：岡山智樹、柳ユーレイ、白石まるみ 監督：佐々木浩久 脚本：中江有里
  2. 家出のススメ。 共演：佐野史郎 、小倉一郎 監督：若松孝二 脚本：福永マリカ
  3. 私の唇バニラ味 共演：小山田サユリ、山中聡、ひさうちみちお 監督：廣木隆一 脚本：江本純子
  4. 旅の途中(前編・後編) 共演：津田健次郎、来栖あつこ、田辺修斗、香取海沙 監督：田沢幸治 脚本：渡辺千穂
- 東京少女瓜生美咲（2008年9月期）
  1. 東京タワー 共演：秋本奈緒美、平田貴之 監督：豊島圭介 脚本：中江有里
  2. 目ン玉少女 共演：岩崎ひろみ、小西遼生 監督：麻生学 脚本：谷岡由紀
  3. 三角形の恋 共演：島守杏介、五十嵐貴子 監督: 熊切和嘉 脚本：篠崎絵里子
  4. ロミオと美咲 共演：春山幹介、半海一晃、脇知弘 監督：安藤尋 脚本：江本純子
- 東京少女草刈麻有（2008年10月期）
  1. もうひとりの私 共演：草刈正雄 監督：篠崎誠 脚本：中江有里
  2. 機械じかけの天使 共演：つまみ枝豆 監督：棚澤孝義 脚本：保坂大輔
  3. ウィーアーダンス 共演：パパイヤ鈴木、鳥居かほり 監督：鈴木浩介 脚本：江本純子
  4. 最高のラブレター 共演：田辺季正、葵 監督：井上雄介 脚本：三宅隆太
- 東京少女岡本あずさ（2008年11月期）
  1. 16年目の約束 共演：螢雪次朗、山口真璃亜、松尾寧夏 監督：佐々木浩久 脚本：中江有里
  2. 追っかけ少女 共演：志保、宮澤美保 監督：井口昇 脚本：継田淳
  3. 吾郎を待ちながら 共演：甲本雅裕 監督：片岡K 脚本：三宅隆太
  4. 絆(前編・後編) 共演：イム・ヒョンギョン、趙允美、渡辺杉枝 監督：若松孝二 脚本：篠崎絵里子
- 東京少女福永マリカ（2008年12月期） 脚本：福永マリカ
  1. 井の中のマリカ 共演：根岸季衣、矢部裕貴子 監督：若松孝二
  2. サンタの贈り物 共演：宝積有香、岩清水華衣 監督：麻生学
  3. 会いたい 共演：佐野和真、花形綾沙 監督：村上賢司
  4. 大晦日の告白 共演：無し 監督：片岡K
- 東京少女日向千歩 （2009年1月期）
  1. 東京怪盗少女(前編・後編) 共演：緋田康人、瑠川あつこ、中村咲哉、沢井正棋、中原翔子、遠藤憲一 監督：鈴木浩介 脚本：加藤淳也
  2. 東京的少女 共演：西興一朗 監督：保坂大輔 脚本：中江有里
  3. 少女まっしぐら 共演：法月康平、山本龍二 、稲川実花　監督：落合崇 脚本：加藤淳也
  4. エレベーター少女 共演：入山法子、松尾敏伸 監督：森嶋正也 脚本：篠崎絵里子
- 東京少女真野恵里菜 （2009年2月期）
  1. 10才のあたし 共演：福田雄也、池田昌子、柳本絵美 監督：佐々木浩久 脚本：中江有里
  2. さよならお父さん 共演：ルー大柴、中込佐知子 監督：堀江慶 脚本：三宅隆太
  3. 甘い罠にご用心 共演：柄本時生、北出菜穂 監督：豊島圭介 脚本：加藤淳也
  4. やさしい拳 共演：加藤清史郎、真矢、中山京 監督：古厩智之 脚本：大堀こういち
- 東京少女ユ・ソルア （2009年3月期）
  1. マーメイドの詩 共演：佐野大樹、三輪明日美 監督：片岡K 脚本：青柳祐美子
  2. 東京の休日 共演：柳憂怜、弓恵子 監督：継田淳 脚本：中江有里
  3. リアルワールド 共演：水木薫、長尾卓也 監督：三原光尋 脚本：篠崎絵里子
  4. 西北西少女 共演：坂本真、菅野麻由 監督：安藤尋 脚本：渡辺千穂

### 補足
この番組枠のスポンサーであるNTTドコモが2008年5月にロゴマークをリニューアルしたのに伴い、NTTドコモの提供コメントが第5回（2008年5月3日）まで「バージョンアップ!進化するDoCoMoグループ」だったのが、第6回（同年5月10日）から「手のひらに、明日をのせて。docomo」に改められた。

## 映画版

### 東京少年
（2008年2月2日公開、CinemaDrive）
- 監督 - 平野俊一
- 脚本 - 渡邉睦月
- プロデューサー - 丹羽多聞アンドリウ
- 出演者 -
  - 堀北真希
  - 石田卓也
  - 草村礼子
  - 平田満

#### あらすじ
幼い頃に両親を亡くしたみなとには何でも話せる文通相手の“ナイト”がいた。でも、彼のことは顔を見たことも無ければ、同い年の「男の子」ということ以外は何も知らない。みなとはバイト先で浪人生のシュウに出会い、ナイトへの手紙で「好きな人ができた」と告白する。シュウと初めてのデートの最中、みなとは突然意識を失ってしまう。
二重人格の少女に巻き起こる“絶対に報われない恋”を描く究極のラブストーリー。

### 東京少女
（2008年2月23日公開、CinemaDrive）
- 監督 - 小中和哉
- 脚本 - 林誠人
- プロデューサー - 丹羽多聞アンドリウ
- 出演者 -
  - 夏帆
  - 佐野和真
  - 福永マリカ
  - 近藤芳正
  - 秋本奈緒美

第13回 釜山国際映画祭特別招待作品。

#### あらすじ
地震のはずみで、少女が持っていた携帯電話が時空を超えて、明治時代の青年の手に渡る。少女は母親の再婚に悩み、青年は作家を目指して奮闘する日々を送っていた。紛失した携帯に少女が電話してみると、青年と電話がつながった。何度か話しているうちに月の出ている間だけ電話がつながることに気づき、昼間も月の出ている日に、現代の東京と明治の東京の同じ場所で電話デートをし、明治から続く銀座の老舗店を使って、少女は青年から100年越しの贈り物を受け取る。少女は青年にいつしか魅かれていき、青年の不運な運命を変えようとするが、青年は運命を全うする覚悟を少女に告げる。恋を知って成長する少女の姿を描く物語。

## ノベライズ
- 「東京少年」・「東京少女」（2007年11月8日刊）
- 「初恋ダッシュ。 東京少女1」（2008年5月2日刊）
- 「好きといえない 東京少女2」（2008年6月4日刊）
- 「恋より大切なこと 東京少女3」（2008年7月11日刊）
- 「さみしい夜、私は大声ででたらめな歌を唄う。 東京少女4」（2008年8月7日刊）
- 「台所のすみで、わずかに漏れる泣き声を聞く。 東京少女5」（2008年9月3日刊）
- 「叶わぬ恋。それでも私は、頑張ったのです。 東京少女6」（2008年10月1日刊）

版元：泰文堂